# Borny
Borny est une ancienne commune de la Moselle fusionnée et devenue quartier de Metz le 9 décembre 1961. Le quartier se situe à environ trois kilomètres à l’est de l’hypercentre.

## Géographie
Borny est bordé à l’est par Colombey, un ancien village détruit aujourd'hui situé  sur la commune de Coincy, au nord par la commune de Vantoux et le quartier de Vallières-Les Bordes, à l’ouest par le quartier de Plantières Queuleu et au sud les quartiers Grigy-Technopôle et de La Grange-aux-Bois. Les annexes de La Grange-aux-Bois et Grigy étaient auparavant des territoires agricoles de Borny, mais sont devenus des quartiers indépendants lors du rattachement de la commune à Metz.
Le quartier de Borny se divise en deux secteurs géographiques, principalement :
- une zone de plateau regroupant les secteurs de l’Actipôle (220 m), des Hauts-de-Blémont (210 m) et Borny-village (205 m) ;
- un secteur légèrement en pente vers le site de Belletanche (192 m) autour de la vallée de la Cheneau à l’ouest[1].

Les quartiers de Borny : Borny-village, une petite partie des Bordes, les Hauts-de-Blémont, Belletanche, Bridoux, l’Actipôle, la ZAC Sébastopol et de la Petite-Voëvre. Administrativement les Bordes ont été intégrées au quartier Vallières-Les Bordes.

## Transports

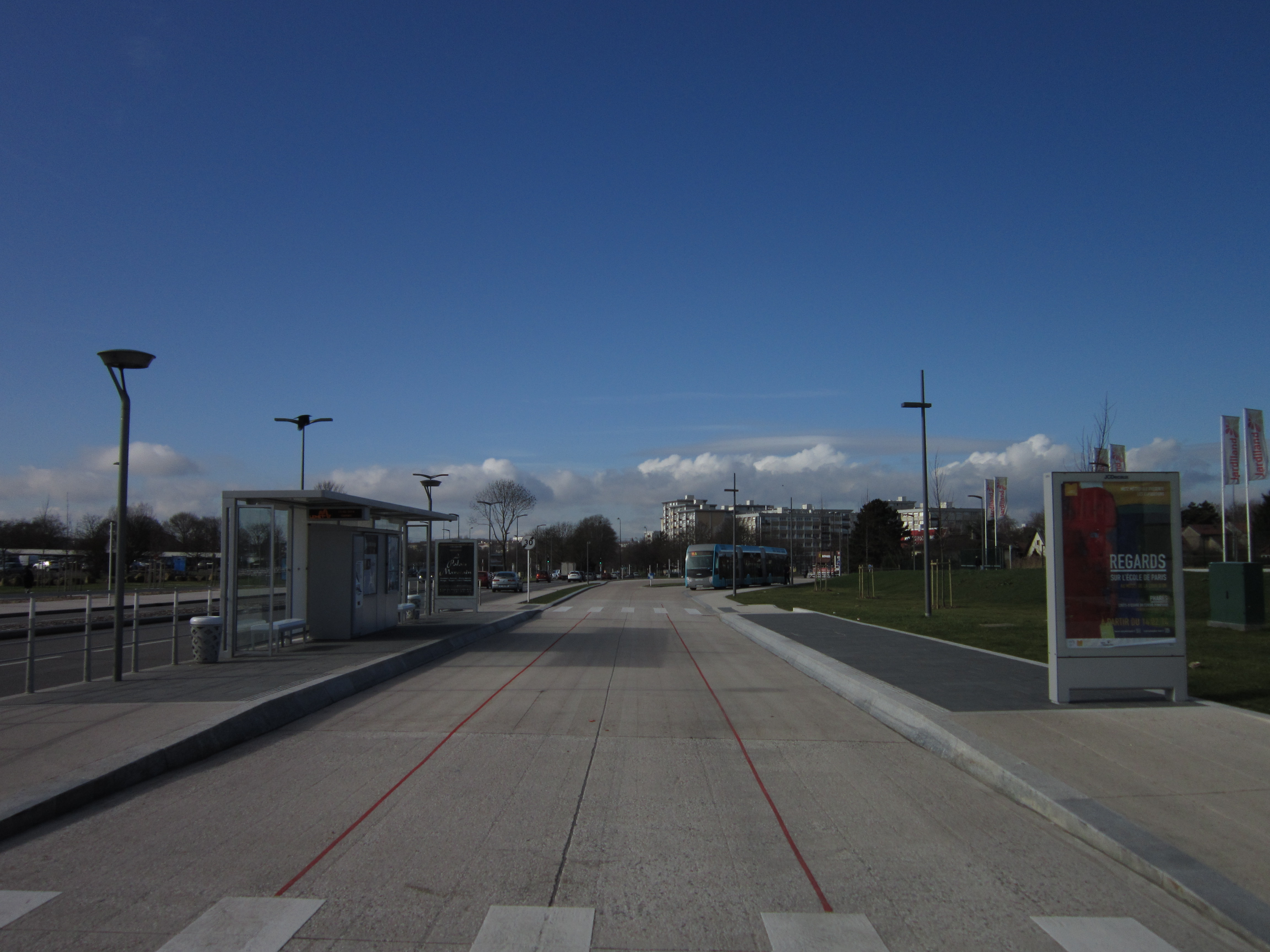
Station terminus de la ligne A du Mettis à Borny Jules Michelet.

Le quartier de Borny est desservi par différentes lignes du réseau Le Met', dont les deux lignes du Mettis (A et B), le C12, C14 et C17.
La fréquence des bus varie de 5 min (sur le tronc commun du Mettis), jusqu'à 60 min pour le C17.

## Urbanisme
Le quartier compte près de 10 660 logements, dont 4 000 logements sociaux. Il fait partie des quartiers prioritaires de la politique de la ville selon un critère unique de pauvreté.
Il est en pleine métamorphose notamment avec la réhabilitation de la Cour de Languedoc, la rénovation urbaine avec la création de la halle d'athlétisme, "l'Anneau", l'extension de la médiathèque de Borny, la rénovation de la Cour de Normandie et la création du parc du Grand Domaine.
8,5 millions d'euros sont déboursés pour un bâtiment ouvert au public qui combinera activités socio-éducatives, le début des travaux est prévu en mars 2021 pour une livraison fin 2022.

## Toponymie
- D’un nom de personne Burnus ou Burrenus.
- Burneu ou Burnen (960), Burnacha (1182), Borney (1206), Bourney (1206), Bornei, Bournei (1299), Borney (1321), Bournay (1444), Bourny (1513), Bonny (1553)[6].
- En allemand : Bornen (1915-1918 et 1940-1944).

## Histoire

### Antiquité
Des fouilles préventives menées fin 2005 sur la ZAC Sébastopol ont dévoilé un bâtiment rural gallo-romain, un point d’eau et une carrière, occupés de la fin du Ier siècle av. J.-C. au début du IIIe siècle.

### Moyen Âge
La première mention du village apparait en 960 dans un acte de donation d’Othon Ier à l’abbaye de Saint-Pierre de Metz sous le vocable Bourney.
D’après un titre, l’abbaye Saint-Vincent possédait la seigneurie de Borny en 1094. Elle aurait pu lui être donnée par l’évêque de Metz Poppon lorsqu’il lui a fait don du faubourg de Saint-Julien avec toutes ses dépendances. Un mémoire de 1160 établit les quarts et droitures de l’abbé de Saint-Vincent sur les héritages du ban de Borny et plusieurs parchemins le siècle suivant donnent la nomenclature des droits de l’abbé. Vers cette époque, le territoire est divisé en deux bans : celui de Saint-Pierre et de Saint-Vincent, l’abbé de Saint-Vincent conservant les droits seigneuriaux.
Au Moyen Âge, les abbayes messines, le chapitre cathédral et les chevaliers de Saint-Jean possédaient biens, propriétés et droits seigneuriaux sur la commune. Ravagé par la guerre de 1444, le château occupé, le village fut en partie détruit.
Au début du XVe siècle, Borny nommé Bourney, et la belle Stainche, Belletanche, appartiennent à Jehan Renguillon, maître échevin, à l’abbaye Saint-Vincent et à Thiebault Migomay.

### Époque moderne
Au XVIe siècle, la seigneurie est possédée par la famille Barbé de Marbois.
À la fin du XVIIe siècle, on compte quarante-quatre familles, avant un nouveau ravage en 1712 par un détachement flamand.

### Époque contemporaine
La Révolution en fait une commune et même un chef-lieu de canton en 1790. Les activités économiques du village sont variées avec production de céréales et douze hectares de vignes.
Grigy est réuni à la commune de Borny en 1810.
À la fin du XIXe siècle, de petits ateliers, menuiseries, négoces de bois de construction, fours à chaux, s’installent à Borny. La commune est le théâtre de la bataille franco-prussienne du 14 août 1870.
Comme les autres communes de la Moselle, la commune de Borny est annexée à l’Empire allemand de 1871 à 1918 et au troisième Reich de 1940 à 1944.
En 1920, les morts de la guerre de 1870 sont regroupés dans trente tombes communes autour d’une obélisque que les habitants de Borny érigèrent peu de temps après 1870. Cette nécropole est située près d’anciennes fortifications en béton construites par les Allemands pendant la Première Guerre mondiale. Les cimetière français et allemand sont entretenus par la municipalité. Les générations passent et les cérémonies du Souvenir de la bataille de Borny-Colombey se font rares, la dernière a lieu en 1938.
Le 1er avril 1941, la commune de Borny, rebaptisée Bornen intègre l'arrondissement de Metz-Ville. Lors de la bataille de Metz, l’église paroissiale de Borny, construite en 1860, fut totalement détruite par l’armée américaine.
Le 6 janvier 1960, une Zone à urbaniser en priorité est créée sur le territoire de la commune devenant le deuxième plus gros chantier de l’histoire messine après celui du quartier gare. Les plans de l’architecte Felix Madeline, sont largement remaniés par Jean Dubuisson, nommé urbaniste en chef de la zone. Sept mille logements sont construits jusqu’en 1973 dans ce nouveau quartier articulé autour de vastes espaces verts et d’ensembles d’immeubles aérés organisés en barres et en carrés, pour l’essentiel dans l’actuel quartier des Hauts-de-Blémont.
La commune fusionne avec celle de Metz le 9 décembre 1961,.
Le quartier est doté d’une Zone industrielle légère en 1962 sur laquelle Citroën installera une usine en 1968.
En 1982 le quartier de Borny a été classé en zone d’éducation prioritaire (ZEP). Les Hauts-de-Blémont sont classés zone urbaine sensible (ZUS) depuis le 14 novembre 1996. En 2014, Borny devient un quartier prioritaire à part entière, avec 10 660 habitants en 2018.
À la fin du vingtième siècle, la population du quartier de Borny est composée d’une proportion élevée de jeunes. Une part importante des ménages est en situation de précarité et la concentration de population étrangère atteint 24 %.
Le chômage touche 30 % de la population, en particulier les moins de 25 ans et l’on dénombre 1 000 allocataires du RMI. Le quartier de Borny accumule un certain nombre des clichés communs aux banlieues françaises défavorisées, responsables d’une image négative. La délinquance y constitue une préoccupation récurrente , devenant un lieux regné en grande partie par la mafia kurde. La vie associative est densément développée et le niveau d’équipement n’est globalement pas en reste.
Depuis 2002, un grand projet de ville (GPV) a été lancé, à l’origine, notamment, de la destruction de 388 logements vétustes. Le même sort est promis à 836 autres appartements d’ici à 2008.

## Héraldique
|  | Le blason de la commune de Borny, avant 1962. |

## Démographie
La population s’élève à environ 17 000 habitants soit presque un sixième de la population messine.
| 1806 | 1866 | 1876 | 1886  | 1896  | 1906  | 1926  | 1936  | 1946  |
| ---- | ---- | ---- | ----- | ----- | ----- | ----- | ----- | ----- |
| 303  | 842  | 840  | 1 402 | 1 750 | 1 978 | 2 064 | 2 399 | 1 373 |

| 1954  | - | - | - | - | - | - | - | - |
| ----- | - | - | - | - | - | - | - | - |
| 1 998 | - | - | - | - | - | - | - | - |

## Administration
Le code postal est 57070.
L'ancienne commune fait partie du canton Metz-Ville-4.
Maire de la commune de Borny : 
- M. Rozières (1807) ;
- Melqué Lecomte (1814-1862)
- Ch. Jacquard (avant 1870) ;
- Auguste Foselle en 1953.

## Économie
- L’usine PSA est la grande usine du quartier qui marque l’entrée dans l’Actipôle à l’est de l'ancien village de Borny. Elle est le plus gros employeur privé sur Metz.
- Clinique Claude-Bernard, au nord-ouest du quartier[19].

## Lieux et monuments
- Parcs de la Cheneau et de Gloucester[20].

### Architecture militaire
- Château de Borny, situé rue de Colombey : maison-forte des voués de l’abbaye Saint-Vincent de Metz détruite par un incendie en 1712. Elle est reconstruite par Jean Barné, secrétaire de la chancellerie du parlement de Metz puis Claude-Antoine Lecomte d’Humbepaire en fait l’acquisition avant qu’elle ne soit successivement cédée aux Chelincourt de Borny, au comte Pierre-Hugues de Thémines, puis au vicomte Maurice de Coëtlosquet. La veuve du dernier propriétaire a fini par en faire don aux sœurs du Bon-Pasteur. Le roi Louis XIII et son cortège, surpris par un orage, y ont fait un bref séjour le 21 décembre 1631. Le monarque fut tellement satisfait de l’hospitalité des propriétaires, Jérémie Le Goullon et son épouse Élisabeth Thiercelin, qu’il leur accorda l’exemption du logement des gens de guerre et fit ajouter trois fleurs de lys au blason de Borny. Aujourd’hui propriété privée servant de logement, le château de Borny ne se visite pas.
- Fort des Bordes fait partie des fortifications de Metz ; enterré depuis la construction de la voie rapide (route nationale 233) en 1968 et recouvert par un espace vert ; quelques vestiges demeurent perceptibles depuis la rue du Pont-des-Bordes ;
- Ancienne caserne Bridoux, aujourd’hui campus Bridoux (université de Metz).

### Édifices religieux
- Église Saint-Pierre, 2 rue de la Chabosse ; construite en 1860, elle est entièrement détruite le 18 novembre 1944 lors des combats de la libération de Metz entraînant la mort de l’abbé Koegler. Elle est reconstruite en 1959 sur les fondations de l’ancienne église par l'architecte Georges-Henri Pingusson qui conçoit l'église en deux volumes : la nef plongée dans la pénombre et le sanctuaire baigné de lumière colorée grâce aux verrières abstraites de Jacques Le Chevallier ; l'église est bénie par l'évêque Schmitt le 11 juillet 1960[21],[22] ; fresque de Lambert Rucki de 1962 ;
- Chapelle Saint-Paul, quartier les Bordes : l’accroissement de la population du quartier dans les années 1950 entraîne le besoin d’un nouveau lieu de culte, les anciennes églises étant trop éloignées. Une première construction métallique provisoire de type Fillod est construite en 1959. Le conseil de fabrique lance un nouveau projet en 1978 conçu par l'architecte André Boda. La première pierre est posée en juin 1979, les travaux durent seize mois. La chapelle est bénie par Mgr Paul-Joseph Schmitt en janvier 1980[23].
- Chapelle du Saint-Esprit, rue de Bourgogne : la première chapelle est également un édifice provisoire en tôle jusqu'en 1980 où se lance un concours pour la construction d'une nouvelle chapelle auprès de trois architectes locaux[24]. Après le concours, le projet de l'architecte Jean-François Dechoux est choisi par le conseil de fabrique. Les travaux commencent en 1984 et se terminent en 1987. Architecturalement, la chapelle est caractérisée par ses murs extérieurs courbes, une haute tour aveugle et les pentes inverses des toitures. L’intérieur est plutôt sombre et surprend par son volume irrégulier, surmonté d’une passerelle de béton[23].
- Chapelle des Sœurs de Saint-Vincent-de-Paul, de la maison de retraite éponyme, quartier Belletanche.
- Église évangélique baptiste, 28 rue Le Goullon, fondée en 1990[25].
- Mosquée, rue du Nivernais.

Église Saint-Pierre.
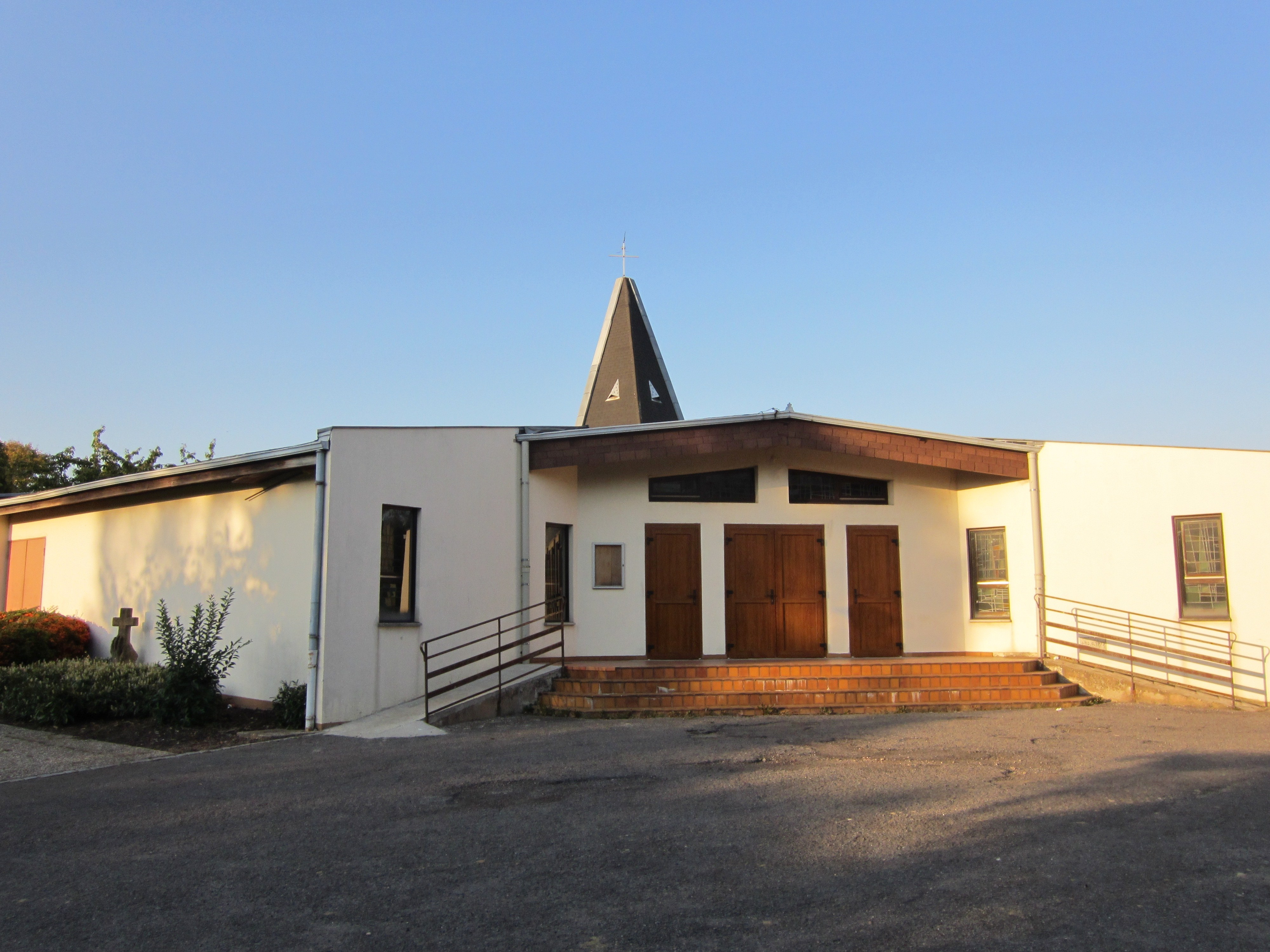
Chapelle Saint-Paul.
Chapelle du Saint-Esprit.
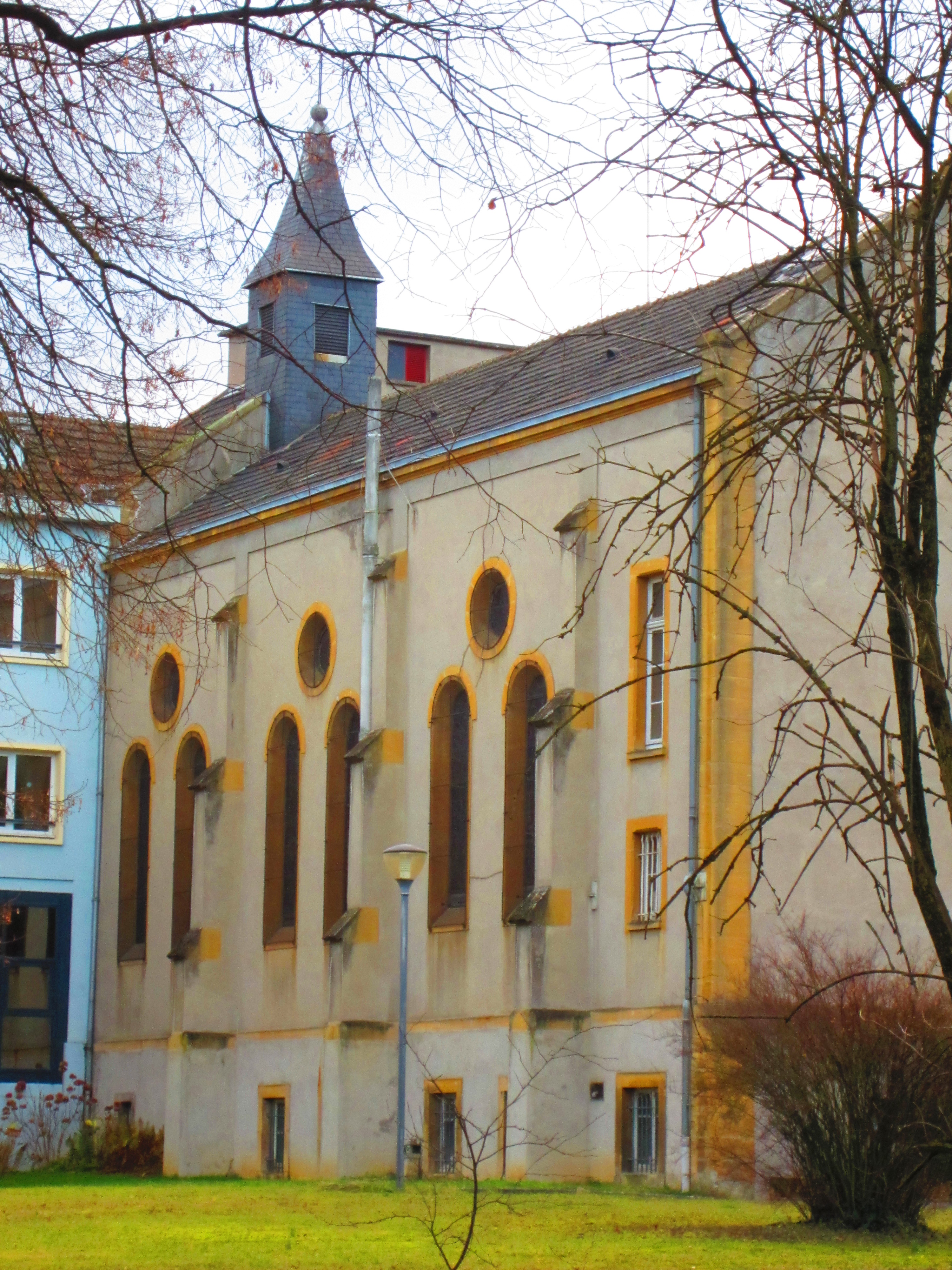
Chapelle des Sœurs de Saint-Vincent-de-Paul.

### Architecture civile
- Chambre de métiers et de l'artisanat de la Moselle, 5 boulevard de la Défense ;
- Médiathèque de Metz-Borny, 2 boulevard de Provence, architectes Marie Cathala, Dominique Laur et Nicolas Vauthier, 1993-2008 ; brûlée en 2023 lors des Émeutes consécutives à la mort de Nahel Merzouk.
- Mairie de quartier de Borny-Grigy, 4 boulevard de Provence ;
- Clinique Claude-Bernard ;
- Maison de retraite du Parc (dépendant de Bon-Secours) ;
- Maison d’Anjou, maison associative ;
- Centre socio-culturel dans le village rue du Bon-Pasteur (MJC) ;
- Bureau de police ;
- Centre pénitentiaire de Metz ;
- Promenade de la Cheneau : un grand espace vert entre Plantières et Borny ;
- Piscine Belletanche ;
- Gymnase et terrains de sports de l’UL Plantières ;
- Halle d’athlétisme « L’Anneau », 9 rue du Général Metman.
- Salle de concert La BAM

### Enseignement
- Halte-Garderie Les Chaudoudoux ;
- Écoles maternelles : les Primevères, les Joyeux Pinsons, les Mésanges, la Roselière, les Mirabelles, les Myosotis, Arc-en-Ciel, le Domaine Fleuri ;
- Écoles primaires : Jules-Verne, Erckmann-Chatrian 1 et 2, centre médico scolaire, Maurice-Barrès, Maurice-Barrès 2, Louis-Pergaud ;
- Collège les Hauts-de-Blémont, 11, rue du Dauphiné ;
- Collège Paul-Valéry, 5, rue Paul-Valéry ;
- Lycée régional Robert-Schuman, 4, rue Monseigneur-Pelt ;
- Centre de formation d'apprentis Ernest-Meyer, 5, boulevard de la Défense ;
- Chambre de commerce et d'industrie formation, 5, rue Jean-Antoine-Chaptal ;
- Campus Bridoux de l’Université de Lorraine  (anciennement université Paul-Verlaine) ;
  - UFR sciences fondamentales et appliquées.

Anciennement :
- Lycée professionnel Jean-Victor-Poncelet [26] ;